# Samraong Tong
Samraong Tong (tiếng Khmer: ស្រុកភ្នំស្រួច) là một huyện srok thuộc tỉnh Kampong Speu ở miền trung Campuchia.

## Hành chính
| Khum (Xã) | Phum (Làng) |
| --------- | ----------- |
| '         |             |
| '         |             |
| '         |             |
| '         |             |
| '         |             |
| '         |             |
| '         |             |
| '         |             |
| '         |             |
| '         |             |
| '         |             |
| '         |             |
| '         |             |
| '         |             |
| '         |             |
| '         |             |